# Landgericht Landsberg a.W.
Das Landgericht Landsberg a.W. war ein preußisches Gericht der ordentlichen Gerichtsbarkeit im Bezirk des Kammergerichtes mit Sitz in Landsberg a.W.

## Geschichte
Das königlich preußische Landgericht Landsberg a.W. wurde mit Wirkung zum 1. Oktober 1879 als eines von neun Landgerichten im Bezirk des Kammergerichtes gebildet. Vorher bestanden in der Provinz Brandenburg die beiden Appellationsgerichte Frankfurt a. d. Oder und das Kammergericht in Berlin. Der Sitz des Gerichtes war Landsberg a.W. Das Landgericht war danach für die Kreise Arnswalde, Friedeberg, Landsberg und Soldin sowie den größten Teil des Kreises Königsberg und kleine Teile der Kreise Lebus und West-Sternberg zuständig. Ihm waren folgende 15 Amtsgerichte zugeordnet:
| Amtsgericht                           | Sitz                      | Bezirk |
| ------------------------------------- | ------------------------- | --- |
| Amtsgericht Arnswalde                 | Arnswalde                 | Kreis Arnswalde ohne die Teile, die den Amtsgerichten Neuwedell, Reetz und Woldenberg zugeordnet waren |
| Amtsgericht Bärwalde                  | Bärwalde                  | aus dem Landkreis Königsberg der Stadtbezirk Bärwalde und die Amtsbezirke Blessin, Güstebiese, Sellin, Stölpchen Forst, Voigtsdorf, Clossow und Zellin |
| Amtsgericht Berlinchen                | Berlinchen                | aus dem Landkreis Soldin die Stadtbezirke Berlinchen und Bernstein und die Amtsbezirke Amt Bernstein, Domaine Carzig, Oberförsterei Carzig, Dieckow, Groß-Ehrenberg, Herzlow, Hasselbusch, Oberförsterei Lichtefleck, Oberförsterei Neuhaus, Riepölzig, Richnow und Siede sowie aus dem Amtsbezirk Brügge-Schöneberg die zum Gutsbezirk Lichtefleck gehörende Kolonie Landwehr |
| Amtsgericht Cüstrin                   | Cüstrin                   | - aus dem Landkreis Königsberg die Stadtbezirke Cüstrin und Fürstenfelde und die Amtsbezirke Bleyen, Alt-Drewitz, Kietz, Neumühl, Quartschen-Kutzdorf, Wilkersdorf und Zorndorf - aus dem Landkreis Landberg die Amtsbezirke Groß-Cammin und Tamsel sowie den Amtsbezirk Radorf ohne die Gutsbezirke Radorf und Vietzer-Schmelze - aus dem Landkreis Lebus die Amtsbezirke Gorgast und Tucheband sowie den Gemeindebezirk Genschmar und die Gutsbezirke Vorwerke Henriettenhof und Wilhelminenhof aus dem Amtsbezirk Golzow - aus dem Landkreis Weststernberg der Stadtbezirk Göritz sowie den Gutsbezirk Domaine und Gutsvorwerk Göritz aus dem Amtsbezirk Frauendorf |
| Amtsgericht Driesen                   | Driesen                   | aus dem Landkreis Friedeberg der Stadtbezirk Driesen, die Amtsbezirke Neu-Anspach, Guscht, Guschterholländer, Oberförsterei Lubiathfließ, Modderwiese, Trebitsch und Vordamm, den Amtsbezirk Gottschimm ohne das Gottschinnenwerder und Teile der Amtsbezirke Alt-Beelitz, Oberförsterei Driesen, Gottschimmerbruch, Oberförsteier Steinspring und Vorbruch |
| Amtsgericht Friedeberg N.M.           | Friedeberg N.M.           | Kreis Friedeberg ohne die Teile, die den Amtsgerichten Driesen und Woldenberg zugeordnet waren |
| Amtsgericht Königsberg in der Neumark | Königsberg in der Neumark | Kreis Königsberg ohne die Teile, die den Amtsgerichten Bärwalde, Cüstrin, Freienwalde, Neudamm, Wrietzen und Zehden zugeordnet waren |
| Amtsgericht Landsberg a.W.            | Landsberg an der Warthe   | Kreis Landsberg ohne die Teile, die den Amtsgerichten Cüstrin und Soldin zugeordnet waren |
| Amtsgericht Lippehne                  | Lippehne                  | aus dem Landkreis Soldin der Stadtbezirk Lippehne und die Amtsbezirke Adamsdorf, Craazen, Deetz, Hohenziethen und Mellentin |
| Amtsgericht Neudamm                   | Neudamm                   | aus dem Landkreis Königsberg der Stadtbezirk Neudamm und die Amtsbezirke Bärfelde, Damm, Darrmietzel, Wittstock-Rabern, Zicher Forst und Zicher-Batzlow |
| Amtsgericht Neuwedell                 | Neuwedell                 | aus dem Landkreis Arnswalde der Stadtbezirk Neuwedell und die Amtsbezirke Berkenbrügge, Fürstenau, Mienken, Neuwedell, Regenthiner Forstrevier, Spechtsdorf und Steinbusch |
| Amtsgericht Reetz                     | Reetz                     | aus dem Landkreis Arnswalde der Stadtbezirk Reetz und die Amtsbezirke Reetz Reetzheide und Zühlsdorf sowie der Gemeindebezirk und Gutsbezirk Pammin aus dem Amtsbezirk Pammin |
| Amtsgericht Soldin                    | Soldin                    | Kreis Soldin ohne die Teile, die den Amtsgerichten Berlinchen und Lippehne zugeordnet waren sowie aus dem Landkreis Landsberg der Amtsbezirk Berneuchen |
| Amtsgericht Woldenberg                | Woldenberg                | - aus dem Landkreis Arnswalde die Amtsbezirke Bernsee, Hochzeit, Marienwalde, Marienwalder Forstrevier, Regenthien und das Schwachenwalder Forstrevier sowie der Gemeindebezirk Schwachenwalde und der Gutsbezirk Augustwalde aus dem Amtsbezirk Schwachenwalde. - aus dem Landkreis Friedeberg der Stadtbezirk Woldenberg und die Amtsbezirke Hermsdorf, Lauchstädt, Mehrenthin, Schlanow und Wugarten sowie der Gemeindebezirk Friedrichsdorf aus dem Amtsbezirk Alt-Beelitz, die Gemeindebezirke Schüttenburg und Lücks Theerofen aus dem Amtsbezirk Oberförsterei Driesen und die Kolonie Hubachs Theerofen auf dem Amtsbezirk Oberförsterei Steinspring           |
| Amtsgericht Zehden                    | Zehden                    | aus dem Landkreis Königsberg der Stadtbezirk Zehden und die Amtsbezirke Carlstein, Alt-Güstrinchen, Grüneberg-Selchow, Hohen-Lübbichow, Alt-Lietzegöricke, Nieder-Wutzow, Alt-Rüdnitz, Wrechow und Zäckerick |

Der Landgerichtsbezirk hatte 1888 zusammen 320.406 Einwohner. Am Gericht waren ein Präsident, ein Direktor und sieben Richter tätig. Am Amtsgericht Cüstrin bestand eine Strafkammer für die Amtsgerichte Cüstrin, Königsberg, Bärwalde, Neudamm und Zehden.
Im Jahre 1908 wurde das Amtsgericht Vietz gebildet, und der Sprengel des Amtsgerichtes Landsberg a.W. verkleinerte sich entsprechend.
Im Jahre 1945 wurde Landsberg a.W. unter polnische Verwaltung gestellt, und das Landgericht Landsberg a.W. musste seine Arbeit einstellen.

## Richter
- Georg Hirschberg (Präsident ab 1928)